# Arben Minga
Arben Minga (Tirana, 16 de marzo de 1959 - Windsor, 31 de enero de 2007) fue un futbolista albanés que jugó de delantero centro y de defensa central. Fue un componente de la selección de fútbol de Albania en los años 80.
En sus últimos años de vida vivió en Canadá. Murió en 2007 a causa de un cáncer.
A causa de su fallecimiento la Superliga de Albania, en su temporada 2006-07, le homenajeó portando todos los futbolistas brazaletes negros, en la jornada 18, como recuerdo a Minga.

## Carrera deportiva
Minga formó parte de la generación dorada del KF Tirana, equipo en el que logró 3 ligas y 3 copas.
En los años 90 jugó, además, en varios equipos de Rumania: el AS SR Brașov, el Dacia Unirea Brăila y el Acvila Giurgiu.
En 1994 regresó al Tirana, logrando dos ligas más, una copa y una supercopa. Minga se retiró definitivamente en 1996.

## Carrera internacional
Minga fue internacional con la selección de fútbol de Albania en 28 ocasiones.
Con la selección debutó el 3 de septiembre de 1980 en una victoria por 2-0 de su selección frente a la selección de fútbol de Finlandia, en partido de Clasificación de UEFA para la Copa Mundial de Fútbol de 1982.

## Clubes
| Club                | País    | Año         |
| ------------------- | ------- | ----------- |
| KF Tirana           | Albania | 1975 - 1991 |
| AS SR Brașov        | Rumania | 1991 - 1992 |
| Dacia Unirea Brăila | Rumania | 1992 - 1993 |
| Acvila Giurgiu      | Rumania | 1993 - 1994 |
| KF Tirana           | Albania | 1994 - 1996 |

## Palmarés

### Títulos nacionales
| Título               | Club      | País    | Año  |
| -------------------- | --------- | ------- | ---- |
| Superliga de Albania | KF Tirana | Albania | 1982 |
| Copa de Albania      | KF Tirana | Albania | 1983 |
| Copa de Albania      | KF Tirana | Albania | 1984 |
| Superliga de Albania | KF Tirana | Albania | 1985 |
| Copa de Albania      | KF Tirana | Albania | 1986 |
| Superliga de Albania | KF Tirana | Albania | 1988 |
| Supercopa de Albania | KF Tirana | Albania | 1994 |
| Superliga de Albania | KF Tirana | Albania | 1995 |
| Superliga de Albania | KF Tirana | Albania | 1996 |
| Copa de Albania      | KF Tirana | Albania | 1996 |